# Золані Тете
Золані́ Тете́ (англ. Zolani Tete; нар. 8 березня 1988, Східно-Капська провінція, ПАР) — південноафриканський професійний боксер, чемпіон світу за версіями IBF (2014 — 2015) у другій найлегшій вазі та WBO (2017 —2019) у легшій вазі.

## Професіональна кар'єра
Дебютував на професійному рингу 27 травня 2006 року.
23 вересня 2007 року завоював вакантний титул чемпіона світу за версією WBF в найлегшій вазі.
20 листопада 2009 року завоював вакантний титул чемпіона Африки за версією WBO в найлегшій вазі.
1 вересня 2010 року програв технічним нокаутом чемпіону світу за версією IBF в найлегшій вазі Моруті Мталане.
1 вересня 2012 року в бою за звання офіційного претендента на титул чемпіона світу за версією IBF в другій найлегшій вазі зазнав поразки від непереможного аргентинця Роберто Соси.
18 липня 2014 року в бою проти непереможного японця Теіру Кіношита завоював вакантний титул чемпіона світу за версією IBF в другій найлегшій вазі. Провів один вдалий захист титулу.
22 квітня 2017 року в бою проти філіппінця Артура Віллануева завоював титул «тимчасового» чемпіона світу за версією WBO в легшій вазі. Вже в травні 2017 року Тете без бою був переведений в повноцінні чемпіони.
18 листопада 2017 року в першому захисті титулу Золані Тете нокаутував свого співвітчизника Сібонісо Гонья вже на 11 секунді першого раунду. Цей нокаут став самою швидкою достроковою перемогою в історії поєдинків за звання чемпіона світу в історії професійного боксу.
21 квітня 2018 року Тете здобув перемогу за очками над екс-чемпіоном світу аргентинцем Омаром Нарваесом.
Восени 2018 року стартувала World Boxing Super Series 2 сезон. До складу учасників турніру у легшій вазі ввійшов і Золані Тете.
13 жовтня 2018 року у Єкатеринбургу в 1/4 фіналу Суперсерії Тете вийшов проти росіянина Міхаіла Алояна. Бій закінчився перемогою чемпіона одностайним рішенням, і Тете вийшов до півфіналу турніру, в якому повинен був зустрітися з переможцем пари Раян Барнет — Ноніто Донер. Але під час підготовки до бою Тете отримав травму і вибув з турніру.
30 листопада 2019 року під час четвертого захисту титула чемпіона WBO Тете зазнав поразки технічним нокаутом в третьому раунді від філіппінця Джона Ріеля Казімеро.
2 липня 2022 року, подолавши Джейсона Каннінгема (Велика Британія), завоював титул інтернаціонального чемпіона за версією IBF в другій найлегшій вазі.